# Chaerilus tryznai
Espèce
Chaerilus tryznai est une espèce de scorpions de la famille des Chaerilidae.

## Distribution
Cette espèce est endémique du Tibet en Chine. Elle se rencontre dans le xian de Bomi.

## Description
Le mâle holotype mesure 32,3 mm et la femelle paratype 38,9 mm.

## Étymologie
Cette espèce est nommée en l'honneur de Miloš Trýzna.

## Publication originale
- Kovařík, 2000 : Revision of family Chaerilidae (Scorpiones), with descriptions of three new species. Serket, vol. 7, no 2, p. 38-77 (texte intégral).